# Tseliaguino

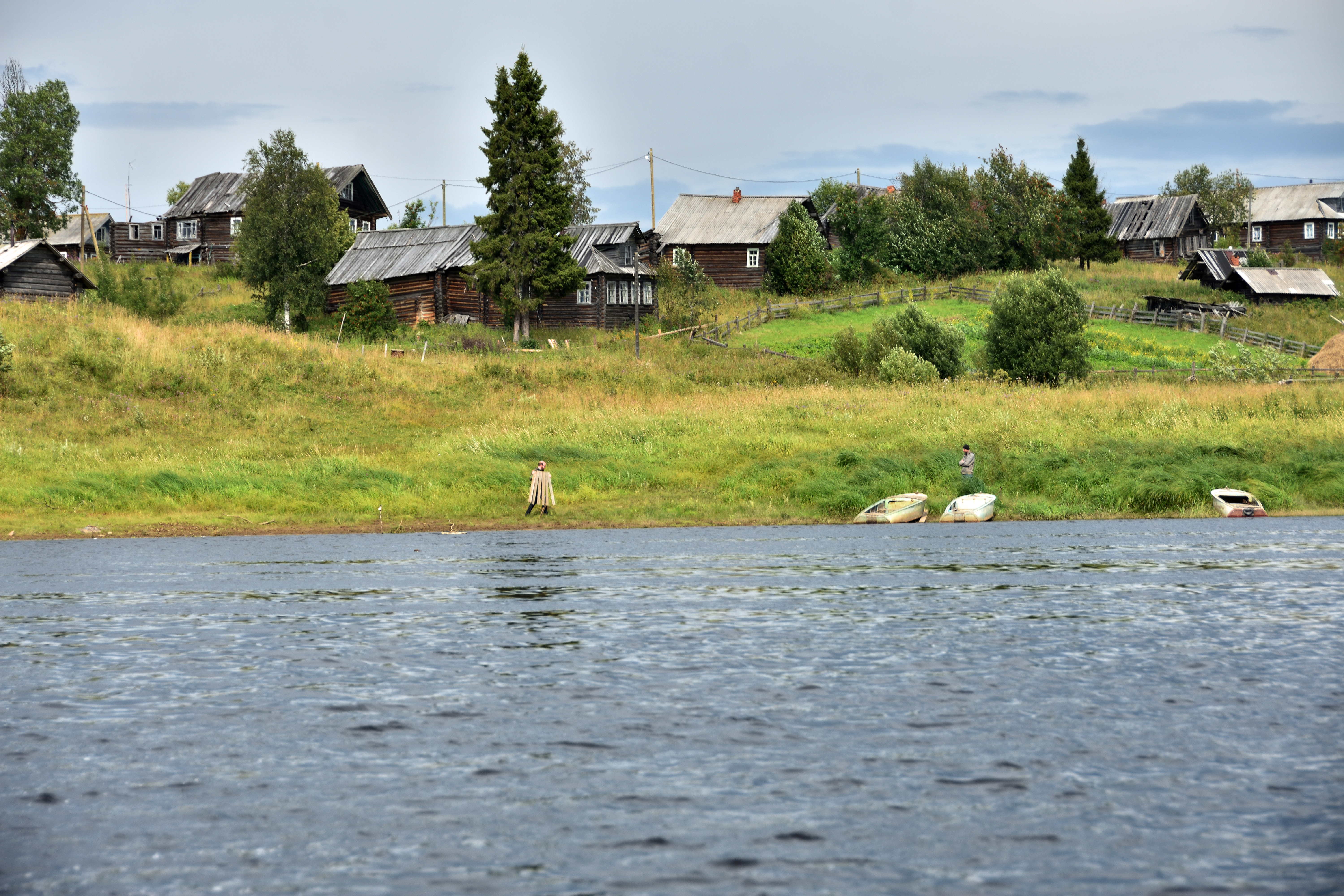
Vue du village au bord du fleuve.

Tseliaguino (Целягино) est un petit village du nord de la Russie situé dans le  raïon d'Onega de l'oblast d'Arkhangelsk. Il se trouve au bord de l'Onega et appartient à la municipalité rurale de Tchekouïevo.

## Population
Le village comptait 14 habitants en 2012,.
| 2002 | 2010 | 2012 |
| ---- | ---- | ---- |
| 26   | 22   | 14   |